# Geotoga
Geotoga ist eine Gattung von Bakterien. Sie zählt zu der Abteilung der Thermotogae, eine evolutionsbiologisch sehr alte Gruppe von Bakterien.

## Merkmale

### Erscheinungsbild
Die Zellen von Geotoga sind stäbchenförmig, mit einer Länge von 3 bis 20 und einer Breite von 0,6 bis 0,7 Micrometer. Die Zellen sind von einer hüllenartigen Struktur umgeben, die deutlich unter dem Mikroskop zu erkennen ist und als Toga bezeichnet wird. Innerhalb dieser Hülle befinden sich meistens ein oder zwei Zellen. Bei Geotropa petraea können auch bis zu fünf Zellen innerhalb einer Hülle auftreten. Diese Struktur erinnert an eine Toga, dem gängigen Gewand im alten Rom. Von daher stammt auch der Gattungsname Geotoga. Die Toga ähnelt der äußeren Zellmembran von gram-negativen Bakterien. Im Nährmedium mit Agar zeigen sich rundliche, konvexe Kolonien mit einem klar abgegrenzten Rand und weißlicher Farbe.

### Stoffwechsel und Wachstum
Der Stoffwechselweg von Geotoga ist die Fermentation. Wenn Glucose als Nährstoff dient sind die Stoffwechselprodukte Acetat, Ethanol, CO2 und Wasserstoff (H2). Außerdem reduziert es elementaren Schwefel zu Schwefelwasserstoff. Der Wasserstoff wirkt hemmend auf das Wachstum, durch die Reduktion des Schwefels wird er von dem Bakterium aber wieder abgegeben. Geotoga toleriert Sauerstoff, es ist fakultativ anaerob.

### Chemotaxonomische Merkmale
Bei den typischen Fettsäuren innerhalb der Membran von Geotoga handelt es sich um Ketten mit 12 bis 18 Kohlenstoffatomen. Die für andere wärmeliebende (thermophilen) Bakterien typische langkettigen Fettsäuren mit 22 oder mehr Kohlenstoffatomen sind bei dieser Gattung nicht vorhanden.

## Systematik
Innerhalb der wissenschaftlichen Einteilung (Systematik) der Bakterien zählt Geotoga zu der Abteilung Thermotogae und zur gleichnamigen Klasse. Bei dieser Gruppe handelt es sich um eine phylogenetisch sehr alte Gruppe, sie steht am Anfang der Evolution der Domäne der Bakterien (Bacteria). Innerhalb der Klasse Thermotogae wird die Gattung Geotoga in der im Jahre 2014 aufgestellten Familie Petrotogaceae geführt. Neben Geotoga zählen zu dieser Familie noch die Gattungen Defluviitoga, Marinitoga, Oceanotoga und Petrotoga. Im Juli 2020 wurden 2 Arten der Geotoga geführt: Geotoga petraea und Geotoga subterranea. Beide Arten wurden 1992 von Mary E. Davey und Mitarbeitern erstbeschrieben.

## Ökologie
Die Arten von Geotoga sind moderat thermophil. Sie bevorzugen relativ hohe Temperaturen. Geotoga subterranea wächst bei Temperaturen zwischen 30 und 60 °C. Das Optimum liegt bei 45 °C. Geotoga petraea zeigt zwischen 30 und 55 °C Wachstum, die optimale Wachstumstemperatur liegt bei 50 °C. Arten der verwandten Gattung Thermotoga sind dem hingegen hyperthermophil, so toleriert die Art Thermotoga maritima Temperaturen über 80 °C. Diese Art ist die erste entdeckte Art der Domäne Bacteria, welche solche hohen Temperaturen toleriert. Zuvor war dies nur von einigen Archaeen bekannt.
Die zwei Arten von Geotoga wurden in Erdöllagerstätten in Oklahoma und Texas entdeckt. Ein weiterer Fundort der Art Geotoga petraea ist ein Ölfeld in Russland. Geotoga kann in verschiedenen Umgebungen vorkommen, was auf die hohe Toleranz von Salzkonzentrationen und hohen Temperaturen zurückzuführen ist. Das Vorkommen in Erdöllagerstätten weist auch auf eine Toleranz von hohen Schwermetallkonzentrationen und hohen Druck hin.